# Хёгмо, Пер-Матиас
Пер-Матиас Хёгмо (норв. Per-Mathias Høgmo; род. 1 декабря 1959, Гратанген, Тромс) — норвежский футболист и футбольный тренер.

## Клубная карьера
Хёгмо вырос в небольшой деревне под названием Гратанген, в южной части Тромсё. Начал свою карьеру в качестве полузащитника за местный клуб «Гратанген». В 1978 году он присоединился к клубу «Мьёльнир», который является самым крупным на малой родине игрока. Там он провёл шесть месяцев, а в 1984 году переехал в «Тромсё». На профессиональном уровне Пер-Матиас провёл за клуб почти всю свою жизнь, исключая период со шведским «Норрчёпинг» в сезоне 1985/86. Вместе с «Тромсё» Хёгмо выиграл в 1986 году норвежский Кубок, а также получил возможность сыграть за сборную Норвегии. Там он забил один-единственный гол 8 ноября 1986 года, выйдя на замену за пятнадцать минут до конца матча.

## Тренерская карьера
Свою тренерскую карьеру Хёгмо начал в команде, с которой начал путь футболиста, «Гратанген». Там он был в качестве играющего тренера в 1989 году, а затем два года работал в «Тромсдалене». В сезоне 1992/93 стал руководителем «Тромсё». Контракт длился пять лет — по окончании его Хёгмо сначала начал тренировать молодёжные команды сборной Норвегии а затем и женскую национальную сборную.
В 1999 году вместе с ней он занял четвёртое место на чемпионате мира, а в 2000 году стал олимпийским чемпионов в Сиднее. После ошеломительного успеха сборной тренером заинтересовались многие команды, но в итоге в 2005 года Пер-Матиас подписал контракт с чемпионским «Русеборгом». Начало сезона оказалось для специалиста ошеломляюще плохим — его команда находилась на грани вылета. Однако, к концу сезона «Русенборг» вышел на пятую строчку в итоговой таблице, что позволило Хёгмо задержаться ещё на сезон.
Так или иначе вскоре он подал в отставку в связи с проблемами со здоровьем. Из-за этого специалист отказался от карьеры менеджера, но спустя два года вернулся в большой спорт. Тогда он начал тренировать «Тромсё».
В 2013 году подписал контракт со сборной Норвегии.
16 ноября 2016 года Норвежская футбольная ассоциация сообщила о том, что Пер-Матиас Хёгмо покинул пост главного тренера сборной Норвегии в связи с неудовлетворительными результатами в отборочном турнире чемпионата мира-2018. В группе C Норвегия после четырёх туров занимает пятое место, имея в активе три очка. Решение о расторжении договора было принято по обоюдному согласию сторон.
В декабре 2023 года покинул пост главного тренера шведского клуба «Хеккен».

## Статистика

### Матчи Хёгмо за сборную Норвегии
| Матчи Хёгмо за сборную Норвегии | Матчи Хёгмо за сборную Норвегии | Матчи Хёгмо за сборную Норвегии | Матчи Хёгмо за сборную Норвегии | Матчи Хёгмо за сборную Норвегии | Матчи Хёгмо за сборную Норвегии |
| ------------------------------- | ------------------------------- | ------------------------------- | ------------------------------- | ------------------------------- | ------------------------------- |
| №                               | Дата                            | Соперник                        | Счёт                            | Голы Хёгмо                      | Соревнование                    |
| 1                               | 8 ноября 1986                   | Швейцария                       | 0:1                             | —                               | Олимпийские игры 1988 (отбор)   |

Итого: 1 матч / 0 голов; 0 побед, 0 ничьих, 1 поражение.